# Chilasa maraho
Chilasa maraho är en fjärilsart som först beskrevs av Tokuichi Shiraki och Jinhaku Sonan 1934.  Chilasa maraho ingår i släktet Chilasa och familjen riddarfjärilar. Inga underarter finns listade i Catalogue of Life.